# Gelasine elongata
Gelasine elongata är en irisväxtart som först beskrevs av Robert Graham, och fick sitt nu gällande namn av Pierfelice Ravenna. Gelasine elongata ingår i släktet Gelasine och familjen irisväxter. Inga underarter finns listade i Catalogue of Life.

## Bildgalleri

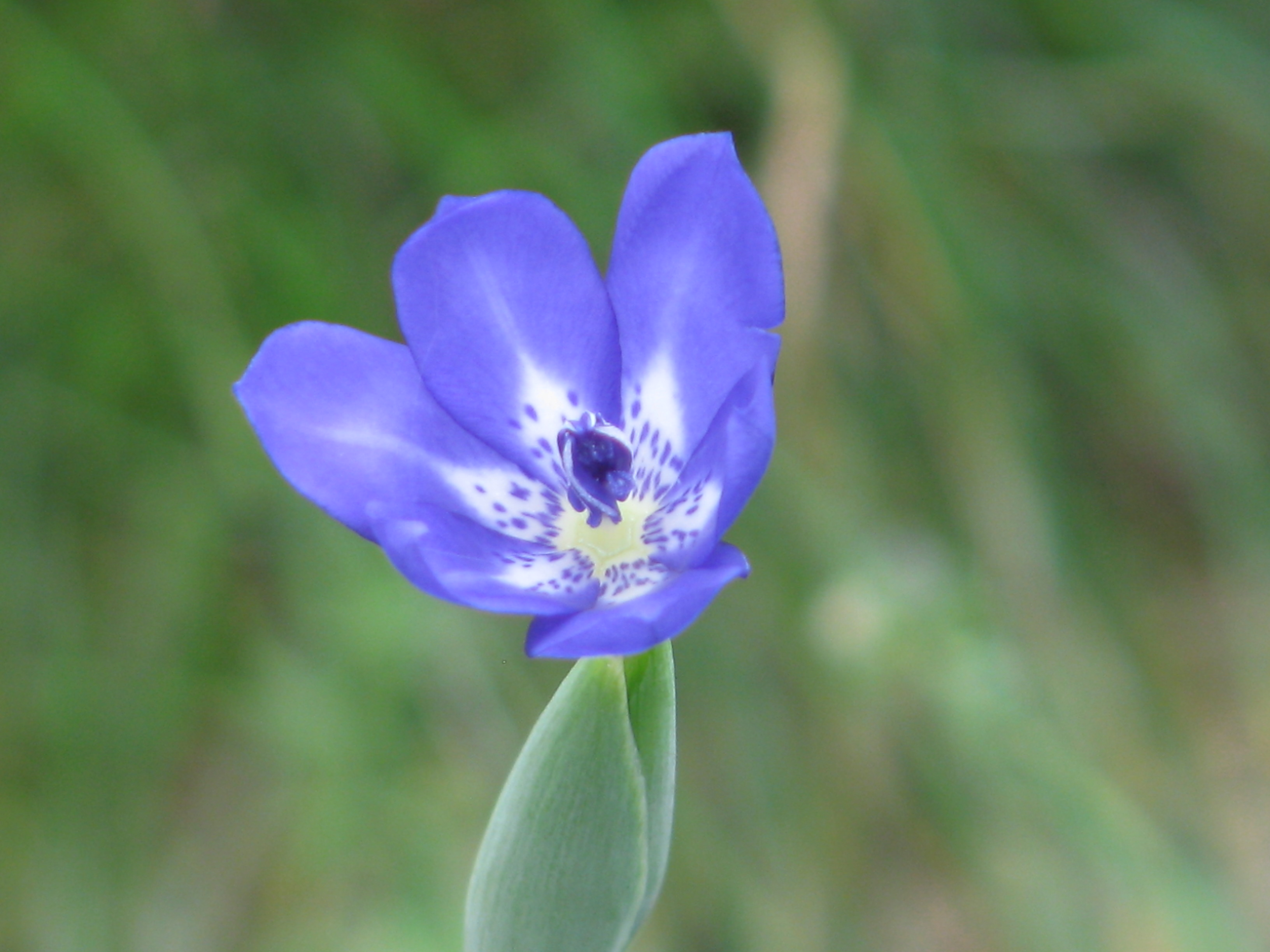
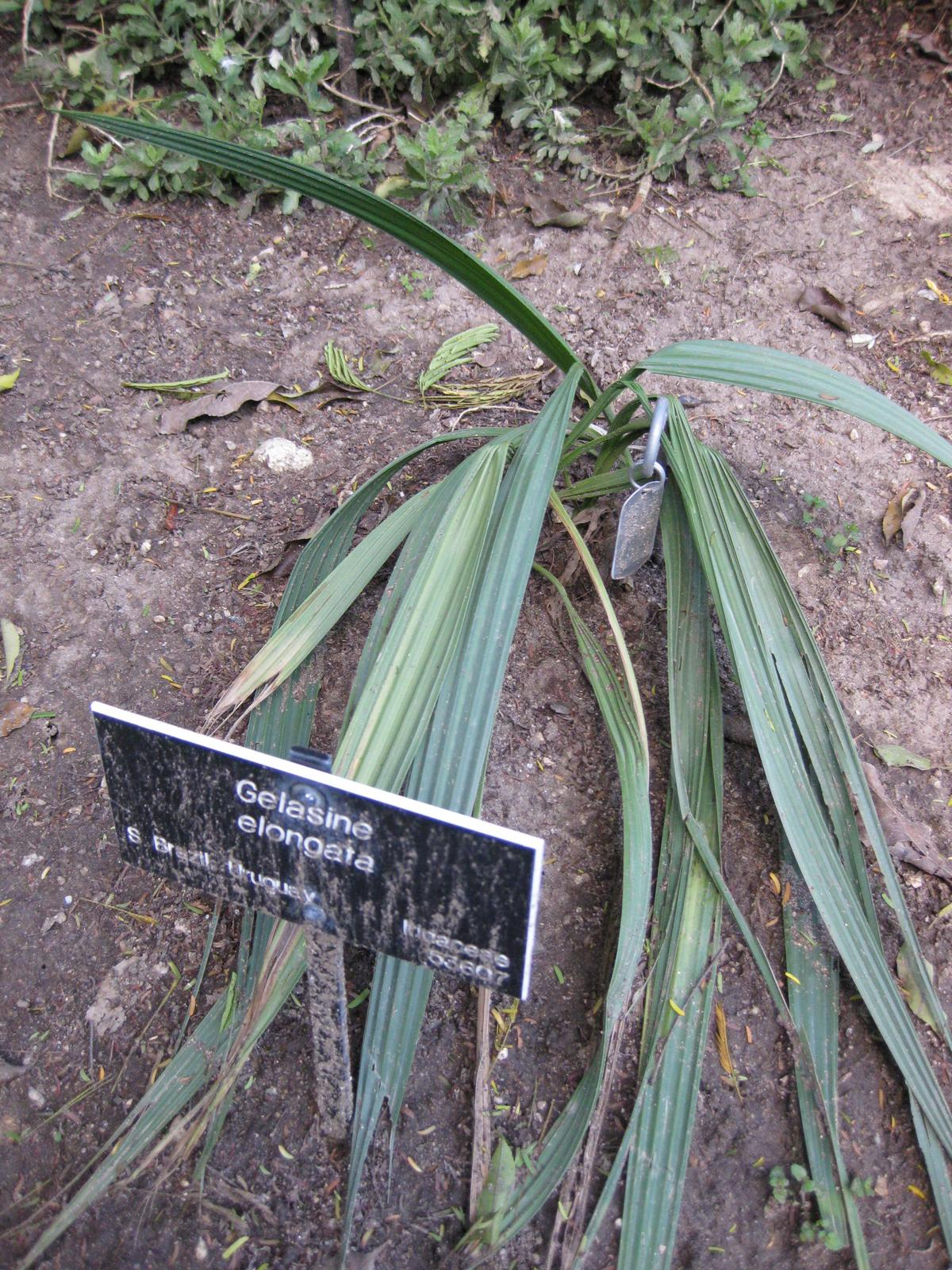
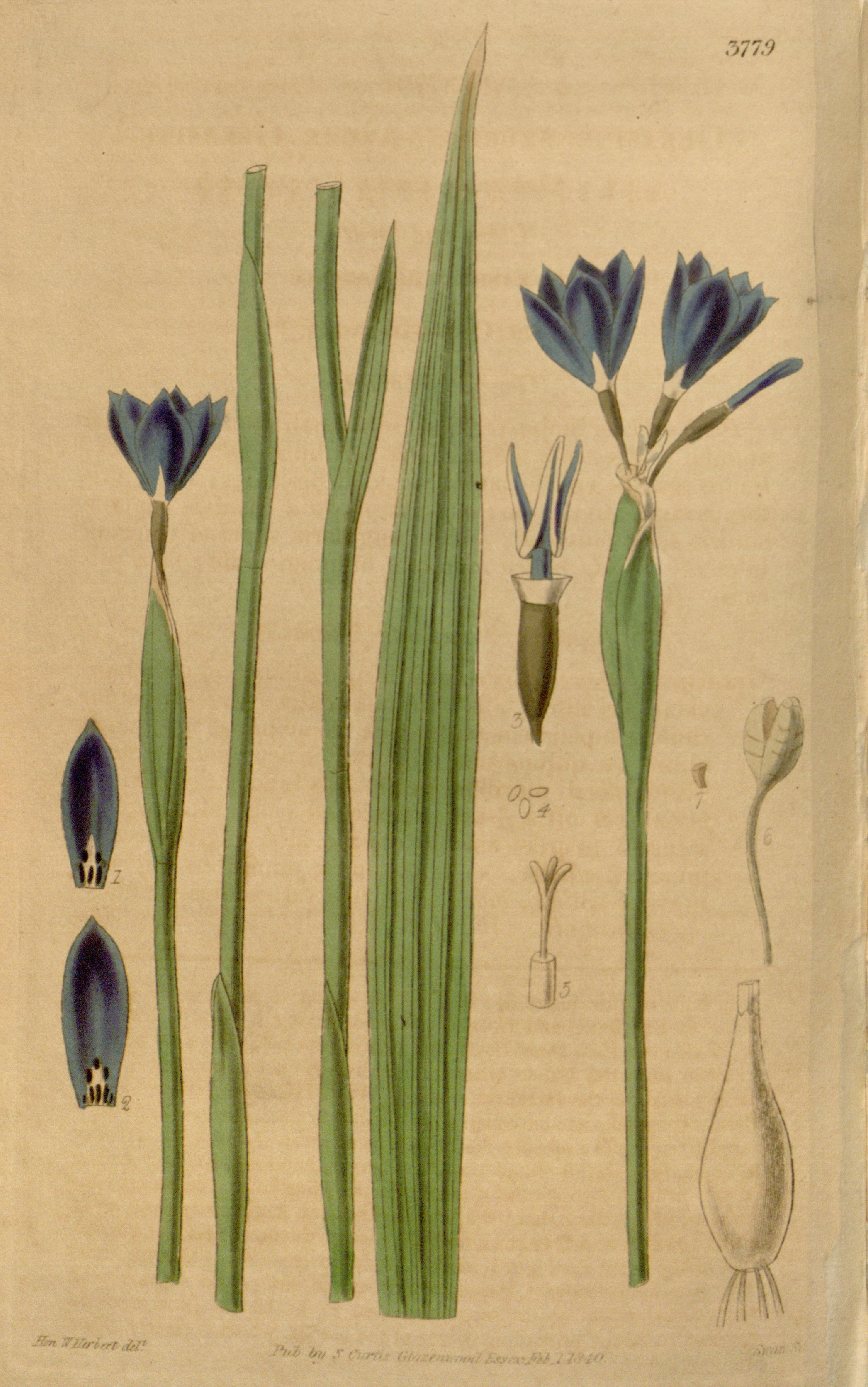